# Podocarpàcies
Les podocarpàcies (Podocarpaceae) són una extensa família de coníferes, que engloba 20 gèneres i 172 espècies.
Tenen una distribució gondwànica amb espècies principalment a l'hemisferi sud sobre tot a Nova Caledònia, Tasmània i Nova Zelanda amb algunes espècies a Amèrica del Sud (als Andes) i altres a Àsia i Àfrica sempre en climes càlids.
Comprèn arbres i arbusts de fulla persistent i també l'única conífera paràsita (a Nova Zelanda) anomenada Parasitaxus usta, que parasita una altra podocarpàcia coneguda com a Falcatifolium taxoides.